# Pisanoa chilensis
Pisanoa chilensis är en bladmossart som beskrevs av Gabriela Gustava Hässel de Menéndez. Pisanoa chilensis ingår i släktet Pisanoa och familjen Jamesoniellaceae. Inga underarter finns listade i Catalogue of Life.